# 鉄人28号の登場ロボット
鉄人28号の登場ロボット（てつじん28ごうのとうじょうロボット）では、横山光輝の漫画作品『鉄人28号』に登場する架空のロボットと、その派生作品での扱われ方について列挙する。なお厳密にはロボットでないサイボーグなどについても扱う。アニメ版などの派生作品オリジナルのロボットについては各作品の項目を参照。
※ 五十音順で記載。

## S国製ロボットA
正式名称は不明。多関節のジャバラ状の2本の腕と3本の脚を持つロボット。腕の先端には鋏を、胸部には2門の機銃を装備している。作動中はしばしば「ヒュルルル、ヒュルルル」という怪音を発する。S国スパイ団が奪って海中に隠していた鉄人28号を、警察が発見して回収しようとしていたところに現れ、作業を妨害したために大塚署長が操る鉄人28号と戦闘となり、形勢不利となるや尖った筒状の口から煙幕を吐いて撤退した。その後、PX団のアジトを急襲した警察の突入現場にも出現して鉄人と戦闘になり、下水道の中での格闘の末に倒される。その残骸を分析した敷島博士からは「部分的には鉄人より優れた面がある」と評されている。
他にもS国スパイ団が奪った鉄人の実験に使っていた島の秘密基地や、瀬戸内海のナイナイ島にある秘密基地の格納庫にも大量の同型機の姿が確認されている。なお、後者に警察や正太郎たちが突入した際には、鉄人に群れをなして立ち向かったものの相手にならず、敗走している。

### 派生作品でのS国製ロボットA
『アニメ第1作』
鉄人27号としてデザインが流用された。詳細は鉄人28号の登場ロボット#派生作品での鉄人27号を参照。
『鉄人28号 皇帝の紋章』
ネルケ率いるナチス残党が操るDX-7という3本脚ロボットに姿が酷似している。外見上の違いは目にあたる部分にある穴の数（7つ）、胴体から伸びたワイヤーアンテナ、足先が歯車状になっていることなど。横笛型操縦器を吹いて、音楽を奏でることでコントロールされる。大きさは2 - 3mほどと鉄人よりはるかに小さく、長い両腕を円形の胴体に巻き付けて横向きに転がることで高速移動する。アリスを捕まえるために集団で鉄人に襲いかかったものの、正太郎の高度な操作技術も相まって一蹴される。戦闘のみならず、アジトではバッカスの整備にも複数の機体が従事していた。

## S国製ロボットB
正式名称は不明。瀬戸内海のナイナイ島にある秘密基地に突入してきた鉄人を倒すために、急遽動かした開発中のロボット。ずんぐりとした人型体型であり、耳や鼻らしき突起があることに加え、頭頂部には短い棘が頭髪のように生えているのが特徴。開発途中だったにもかかわらず鉄人を殴り倒したり振り回したりするほどの怪力を誇るが、飛行能力を持っておらず、鉄人によって空中へと運ばれ高所から落とされて破壊された。
アニメ第4作ではOP映像に登場したほか、映画『鉄人28号 白昼の残月』ではB-89という名前が設定されている。本作ではベラネード財団によって操られており、廃墟弾奪取のために三体が送り込まれる。正太郎の操る鉄人を苦戦させるが、ショウタロウが操縦を替わると二体同時に破壊され、残る一体も右ストレートパンチで装甲を破壊されたのち追撃の左アッパーで胴体を貫かれて爆散した。同作の設定資料集には口の中にドリルや火炎放射器を搭載しているとするイラストが掲載されているが、それらの武装が劇中で使用されることはなかった。

## S国製恐竜ロボット
正式名称は不明。日本における活動拠点を失いつつあったニコポンスキーが本国への救援要請で得た、ブラキオサウルスのような形状を持つロボット。二体登場した。鉄人より巨大で、様々な機能や能力を持っている反面、何人かの乗組員が搭乗し、まるでUボートのような分業で動かさなければならない。機体内部はいくつかの部屋（ブロック）に区切られており、拉致した敷島博士を監禁していた部屋や脱出用のジェット機の格納庫、弾薬庫等が見受けられた。
最初は恐竜に偽装していたが、一体目は外装が剥がれ落ち、ロボットである事が露呈。最後は拉致していた敷島によって弾薬庫を爆破され大破する。二体目はまだ修理が完成していない鉄人を奪うため、再び工場を襲うが、修復完了した鉄人に機動力に難があるという弱点を突かれ撤退。最後はアジトに乗り込んできた正太郎たちが呼んだ自衛隊から逃げるために起動するが、鉄人に首をもぎ取られ、ニコポンスキーらが脱出したことで機能を停止した。

## カニロボット
沈没した貨物船「スター号」の調査を妨害するために現れたロボット。形状は巨大なカニそのもので水中での活動能力を持つ。ハサミに仕込まれた溶切断機で鉄人を攻撃したものの、逆に鉄柱で殴打されて大破した。
戦闘に巻き込まれて破壊されたスター号の船倉からは、積み込まれていたはずの貿易用トランジスタラジオではなく大量の石が漏出。これを見た大塚署長は「廃船寸前のスター号にトランジスタラジオと偽って石ころを積み、高額の保険をかけて沈める事で保険金を詐取しようとする詐欺事件だった」という真相に辿り着き、黒幕である山田商会関係者を逮捕するに至っている。なお、作中ではロボットの名称は明かされていない。

### 派生作品でのカニロボット
『アニメ第4作』
第17話に登場。沈没船「黒龍丸」の調査を目論む何者かが送り込んだロボット。正太郎が操るブラックオックスと交戦し、ハサミの溶切断機で襲い掛かったものの返り討ちにされる。しかし、調査中のオックスを再度襲撃して自爆し、オックスを行方不明にする事には成功した。
「カニロボット」という名称は本作で設定されたものである。また、公式サイトの「ビッグファイア博士のロボット博覧会その2」でも紹介されているが「鉄人を苦しめた」という誤った解説文が記載されている。
『鉄人28号 皇帝の紋章』
鉄人と正太郎を確保したアメリカ軍の空母を、洋上で襲撃したソビエト連邦製のロボット・試作型クラープ（フランケン博士は大戦中に試作されていたクラープ三型ではないかと推測していた）として登場。作戦に投入された17機は鉄人とブラックオックスによって全滅するが、実はその目的は両機体の戦闘データ収集であった。

## ギド
砂漠の国の反乱軍が使用する量産型ロボット兵器。反乱軍のリーダーであるギドの名を与えられている。棘付きの甲羅を背負っており棘からは熱線を放射するほか、頭部に備えた口で人間を捕獲する事が可能。砂漠での戦闘に特化しており、砂嵐でも行動可能で砂中を移動できる。半自律型ロボットらしく、リーダー・ギドの命令で集団行動していた。カブトガニのように腹部からの攻撃に弱く、それを鉄人やサターンに看破されて次々に破壊されてしまった。

### 派生作品でのギド
『アニメ第4作』
PX団が運用する量産型ロボットとして登場、原作とは異なりPX団員が搭乗して操縦を行うほか水中航行も可能。テロ活動に使用されたが、鉄人やブラックオックスには敵わず次々に撃破されていった。

## ギャロン
世界征服を策謀する秘密結社ブラック団が運用する恐竜型ロボット。ブラキオサウルスのような形状をしており、体色は黒。鉄人よりも一回り大きい巨体を誇る。口内に光線銃（熱線銃）を仕込んでおり、距離を取れば光線で、近づけば巨体を駆使した戦法で鉄人に苦戦を強いた。漫画版では無線操縦らしいが、アニメ第4作などでは内部操縦型として描かれている。
巨体のためにそのままの姿では飛ぶ事が難しいため、体を数十～数百の小型パーツ群に分離、それぞれを飛行させ、目的地で合体させる。しかし、分解したパーツは壊れやすく、また「精密なロボットほどパーツを失った影響が出るはずだろう」という敷島博士の指摘により飛行するパーツの一部を鉄人に破壊された結果、海中で待機していたところ浸水の影響で機能不全を起こして自爆、ブラック団の海底基地に大きな被害を与えてしまった。

### 派生作品でのギャロン
『アニメ第4作』
PX団が運用するロボットとして登場。頭部にコックピットがあり、首領のベラネードら複数人が乗り込んでいる。武器は口内の火炎放射器。分離時はロケットで飛行するが、頭部のみヘリコプターのごとくローターでの飛行も可能。
初登場時は東京へ来日したベラネードを襲撃。ベラネードこそ無事だったものの、襲撃を阻止できなかった大塚署長は退任へ追いやられた（この襲撃は後にPX団団長＝ベラネードによる自作自演だった事が発覚する）。第20話ではまだら岩（第三海堡）の海底に眠るバギュームを採掘するために使われていたが、それを阻止すべく現れた鉄人＆オックスのタッグと交戦。取り押さえられた隙に海堡内に設置されていた高射砲から小型の太陽爆弾を撃ち込まれ、胴体を破壊されてしまう。残った頭部はヘリコプター代わりに利用されていたが、最終回で黒部ダムに向かっていたところ鉄人と衝突して不時着、放棄された。
『ジャイアントロボ THE ANIMATION -地球が静止する日』
「ギャロップ」という名称で頭部パーツのみが登場。
『鉄人28号 皇帝の紋章』
ソビエト連邦製のロボットとして登場。原作とは異なり脚部が首長竜のようなヒレ状になっていて水中航行が可能なほか、口から冷気を吐き出す能力があり、長崎港を一瞬で凍結させてしまった。また、戦闘時はコックピットブロックを切り離して外部から遠隔操作を行う。ブラックオックスとの決闘で消耗した鉄人を襲撃し、加熱した鉄人のロケットを冷却・自壊させるなどして圧倒したが、アリスに託されたブラックオックスが乱入したことで形勢逆転。長期戦で加熱した装甲が自らの冷却液を浴びた影響で自壊、分離していたコックピットブロックも破片の直撃を受けて損壊してしまう。最後は鉄人とオックスの同時攻撃で完全に破壊された。なお、本作においては分離飛行機能はあくまで示威用に過ぎず、長時間の飛行には耐えられないと設定されている。

## ギルバード / ギルバート
ドラグネット博士が作り出した、鉄人よりも高性能なロボット。「ギルバート」と表記される事もあるが、初出時の名称は「ギルバード」である。
原作漫画初出版では自我を持つロボット・ロビーに対し、「鉄人やブラックオックスより強いロボットを作る代わりにロビーの電子頭脳を見せる」という取引の交渉材料として製作された。完成直後にロビーが鉄人に破壊されてしまったため、目的を失ったドラグネット博士は失意のうちに帰国しようと考えていたが、そこに現れたケリーの弟・ジョンソンに殺害され、以降は兄弟が警察と正太郎の追跡を退けるために利用する。
後の光文社カッパコミクス版、および同版を使用した秋田書店のコミックス版では「ロビーのロボット王国計画」がカットされたため、ドラグネット博士が宇宙開発用サイボーグの開発の失敗（＝超人間ケリーの誕生）からロボット研究に切り替えて開発したのがギルバードという事になっており、事件の冒頭も「ロボット博覧会の会場からケリーによって盗み出された」という展開になる。
鉄人やオックスを凌駕する事を目的として作られており、頑丈さとパワーは鉄人と同等かそれ以上。さらに鉄人以上に高速で小回りの利く飛行能力、操縦者がある程度離れていてもコントロールできる優れた遠隔操作技術、相対者と会話までできる操縦性を持ち、ブラックオックスに匹敵する威力の熱線砲を胸部に備えている。実際に鉄人と相対した時は実力伯仲し、正太郎の熟練された操縦技術を計算に入れてなお互角、ケリーによる至近距離での操縦の優位性も手伝って、鉄人の敗北は時間の問題と思われた。しかし、敷島博士がその場にブラックオックスを運んできたことで形勢が逆転。妨害電波で機能不全に陥った隙に鉄人に鎖で縛られて墜落し、オックスと至近距離で熱線を撃ち合った結果、融解して戦闘不能に陥る。

### 派生作品でのギルバート
いずれの作品においても（2025年6月現在）「ギルバート」名義である。
『アニメ第4作』
ドラグネット博士が月面開発用に作り上げた高性能ロボット。鉄人を超える事を目標に作られたロボットで、パワー・スピード・リモコンの有効範囲・自律性の全てで鉄人を超える。胸には鉄人の装甲さえも溶かす溶解液が内蔵されている。鉄人はギルバートのスピードとパワーに全く歯が立たず、腕をもぎ取られるなど苦戦を強いられたが、正太郎は操縦者であるケリーの注意が月ロケットに集中された一瞬を突き、月ロケットの噴射炎の中へ投げ飛ばす事でギルバートを破壊した。
『PS2ゲーム版』
ドラグネット博士の開発後、X団に奪取されたロボットとして登場。作中の台詞では鉄人よりも性能が高い事が強調されており、実際に耐久力、歩行時及び飛行時の小回りの良さなど鉄人より優れた特徴を有する。胸部からの「怪光線」や、空中回転しながら体当たりを繰り出す「きりもみ飛行」のほか、ベガのダブルニープレスに酷似した「空中キック」という必殺技を持つ。
『鉄人28号 白昼の残月』
廃墟弾処理用という名目でサターン、バッカスと共に日本へ上陸したロボット。胸部からの溶解光線を武器とする。正太郎を襲撃するが、その場に突如現れた鉄人と交戦。鉄人と同等の機動力で空中戦を繰り広げるも、鉄人を追って急降下した際に身をかわされて建設中のビルに激突、鉄骨に胴体を貫かれて機能停止した。
『鉄人28号 皇帝の紋章』
改造手術によって操縦機と化したサイボーグ・ケリーの動作に反応して動くロボット。その性質上、ロボット本体にコントロールシステムが存在せず、当初は未完成品と思われていた。枢軸国を恨むケリーに操られ、アリスが操縦するブラックオックスと共に東京を襲撃したが、ギルバートが受けたダメージはケリーにもフィードバックされるため、彼の死を望まない正太郎は攻撃を封じられて苦戦を強いられる。ナチス残党・ネルケの手でケリーが射殺されたことで機能停止したが、彼が死の間際に感じた苦痛を数千回分のコマンドとして認識し、熱線を放ちながら暴走を始めてしまう。最終的に迷いを振り切った正太郎と鉄人に撃破された。

## サターン
某国製の戦闘用ロボット。内戦に陥った砂漠の国の司令官・ゴムラスが発注し製作させた。反乱軍が使うロボット「ギド」に対抗する目的で購入されたが、納入まで国王軍の戦線維持が難しかったため、ゴムラスはサターンが納入されるまでの代役として正太郎と鉄人を拉致同然に誘拐している。操縦器は大きなトランク程度の大きさで、レーダー探査、ホーミング攻撃、自律破壊行動を行える高性能な兵器。鉄人よりも一回り大きいゴリラ型の体型が特徴で、口から火炎、指先から熱線を放射するほか、身体中に棘状の熱線砲を隠し持っている。飛行能力こそないが、敵と交戦して学習し、より強力な戦法を考える事ができる。
反乱軍や市民を無差別に殺戮し、反乱軍の基地へ捕えられていた正太郎をも襲撃したため、鉄人と交戦。棘型熱線砲の斉射で鉄人を撃墜したが、ロケット部分しか破壊できず鉄人本体にダメージを与えることは出来なかった。鉄人との格闘戦では終始圧倒された挙句、投げ飛ばされた際に熱線砲の棘が折れ曲がってしまい、発射した熱線が自らに命中して自滅した。この顛末を見た正太郎は「馬鹿だなぁ」と感想を漏らしている。

### 派生作品でのサターン
『超電動ロボ 鉄人28号FX』
第1話において、ワールドロボットコンテスト会場で流された映像に登場。市街地で戦車部隊を相手に暴れまわるが、空中を突進してきた初代鉄人の右ストレート・パンチを受け、腹部を突き破られて爆発する。両手の5本の指先には機銃が仕込まれていた。
『アニメ第4作』
第17話に登場。ギャロンと同様、PX団団長＝ベラネードが自作自演のために送り込んだロボット。羽田空港にベラネードが到着した際、大塚署長をはじめとする警備陣に襲い掛かったが鉄人に阻止された。直後に鉄人にしがみついて自爆したものの、ロケットしか破壊できずに終わる。
『PS2ゲーム版』
破壊と殺戮のみをプログラムされた悪魔の如きロボット。X団によって都市部に送り込まれ無差別攻撃を行うが、鉄人に破壊される。必殺技として、全身から棘を生やして体当たりする「ニードルアタック」、指先からの「怪光線」、光弾を発射する「破壊エネルギー砲」、そして全方向へ光線を放射する「必殺破壊光線」を装備する。
『鉄人28号 白昼の残月』
全身から棘を生やし、丸まって高速回転による体当たりを仕掛ける能力を持つロボット。VL2号、バッカス、ギルバートと共に正太郎を襲ったが、突如現れた鉄人に妨害され、回転体当たり攻撃も受け流されてバッカスに衝突させられてしまった。最後は右ストレートパンチで装甲を破壊され、続く左アッパーで胴体を貫かれて爆散。この一連の戦闘を見た正太郎は、鉄人がショウタロウの手で操られている事に気付く。
『鉄人28号 皇帝の紋章』
「“土星”号」と書いて「サターンごう」と読む（ただし、作中ではもっぱら「サターン」と表記・呼称されている）。
陸戦に特化したイギリスのロボット。パイプオルガン型操縦器で覆面の男らが操縦する。頭部を回転させる事で地中を移動し、武器は肩からのミサイル。バッカスと対決中に乱入してきた鉄人に妨害され、頭部回転攻撃で鉄人に迫るも角を掴まれ逆に頸部を損傷。更にバッカスを投げつけられ、双方がダメージを受けたところに鉄人の両拳を叩きつけられて大破した。

## ジャネル・ファイブのコレクション
ジャネル・ファイブが各国から盗み出したロボット群。主に奇岩城に上陸してきた正太郎たちや沖合の警備艦の迎撃のために使われたが、鉄人に対抗する事はできなかった。XY3号から遠隔操縦されている。
人型のものや昆虫の姿を模したもの、砲弾やロケットのような形のものなど、多種多様な形状のロボットが登場している。また、鉄人もジャネル・ファイブに操縦器を奪われ、一度はコレクションの中に加えられた。劇中で名称が判明しているロボットは以下の通り。
アンカ三号
アメリカのダイアナ博士が制作した等身大の人型ロボット。すぐに体を振るわせるのが特徴。奇岩城に「招待」された正太郎に、ジャネル・ファイブが披露したロボットの一体。
ドラキュラ号
イギリス製の等身大ロボットで、その名の通り吸血鬼のような姿をしている。ジャネル・ファイブが正太郎に披露したロボットの一体。
くもロボット
西ドイツのデルクス博士が制作した蜘蛛型ロボット。ジャネル・ファイブのコレクションには、正太郎に披露した小型のものの他にも、同系列のロボットと想われる人間より大型のものも含まれている。
大型のものは奇岩城沖合の警備艦の艦上で暴れたが、鉄人によって倒された。
デスネンコ九号
ソ連製の小型ロボット。球体に棘と足がついたような姿をしている。ジャネル・ファイブが正太郎に披露したロボットの一体。
デラックス号
ソ連製の大型ロボット戦車。戦車の旋回砲塔の代わりに球型のロボットの上半身をつけたような形状をしている。武器は両腕のハサミと、胴体の前後に備えられた二千度の熱線を放つ10連装の熱線砲。
正太郎の操縦器によって暴れ出した鉄人を食い止めるべくジャネル・ファイブが使用するが、二千度の熱線でも鉄人を溶かす事はできず、逆に自らの熱線で自分の腕や奇岩城内部を溶かしてしまう。最終的に鉄人に放り投げられて大破。
ロボットくん
日本の前谷惟光博士が制作した等身大の人型ロボット。ジャネル・ファイブが正太郎に披露したロボットの一体。『ロボット三等兵』のパロディキャラクター。

## 人造人間モンスター
- 声優（アニメ第4作）：鈴木琢磨

不乱拳博士が長年の研究の末に生み出した、死人の体と機械で構成されたサイボーグ。モンスターという呼称が正確な名称かは不明。「フランケンシュタインの怪物」がモチーフである鉄人の敵として、フランケンシュタインの怪物そのものを持ち込んだ形になっている。
死体を繋ぎ合わせ、内蔵した機械によって起動。怪力と異常なタフネスが武器だが、殺人犯の脳を使用したために粗悪で凶暴になってしまったらしい。言葉も「アウアウ」としか発せないが、事態への順応力は高く、意外な知恵を発揮したり愛嬌のある仕草を見せたりもした。また、不乱拳博士はモンスターの片言を理解出来ていた。
知能の低さを問題視した博士は脳を科学者のものに入れ替えようと考え、敷島博士を狙ったため、正太郎及び鉄人と敵対する。また、モンスター自体が死亡しても、機械のように修理・蘇生手術を行えば何度でも蘇るため、この技術自体が恐ろしい発明であった。不乱拳博士の死後、この技術を解析した敷島博士が感嘆したが、研究資料などの細かい記録がなく、完全に理解するには至らなかった。やがて記録は黒覆面のスパイ団の手に渡り、不慮の死を遂げた不乱拳博士自身の蘇生に用いられる事になる。

### 派生作品での人造人間モンスター
『アニメ第4作』
第3 - 5話に登場。原作と異なり、死人に機械を組み込んだサイボーグというよりは、生体工学で生み出された人造生命体のように描かれている。
戦時中「鉄人第弐計画」として、不乱拳博士が自身の長男・義久の死体から作り出した人造人間。見た目は一般的なイメージの「フランケンシュタインの怪物」のような巨躯をしており、捕らえようとした鉄人の手を押し広げて脱出してしまうほどの怪力の持ち主である（第4、5話）。理由は語られないが、言葉を喋ることはできないらしく、うめき声や唸り声、叫び声などを上げるのみであった。
鉄人の暴走によって破壊された東京の瓦礫を片付ける作業中、突然の爆発とともに露出した地下研究施設から発見された「緑色の水槽」の中に眠っていた。水槽は警察署に保管されていたが、ブラックオックスと鉄人の戦闘に巻き込まれて水槽が破損、復活を遂げる。たまたま留置場に捕まっていてその場に居合わせた村雨健二が連れて逃げ去り、成り行きから面倒を見ることになって行動を共にした。その後、村雨の尽力もあって父との再会を果たしたものの、人間が死人から生命を創るという神をも恐れぬ所業を悔いていた博士は、モンスターに自分を殺すよう命令を植え付け、同時にモンスターにしてしまった息子を自らの手で葬ろうと考えていた。結果、モンスターは自らの意に反して博士に致命傷を与えてしまい、同時に博士が隠し持っていた拳銃で頭部を撃ち抜かれて死亡。遺された肉体は崩壊し、緑色の液体となって消えた。

## 空飛ぶアカエイ
不乱拳博士が人造人間研究の過程で生み出したサイボーグだが、博士にとっては失敗作だったらしい。
まだら岩の近海に生息し、体から強力な磁気を発して精密機械や電波を撹乱してしまうため、アカエイが現れると計器が狂ったり、鉄人が暴走したりする。群れを成して行動し、空も飛べ、地上に飛来し人を襲う時もあった。不乱拳博士の持つ笛によって、ある程度操れるような描写がある。熱に弱いという弱点があり、火炎放射攻撃で撃退できる。また、時間帯によっては休眠している。
なお、ロボットであるアカエイ号も存在するが、こちらは空も飛べず、磁気障害なども起こさない。不乱拳博士が黒い潜水艦から完全コントロールで動かしていたが、鉄人に地上に投げつけられて破壊された。
単行本によっては不乱拳博士に操られるシーンもなく、空に飛び去って登場しなくなる場合があり、存在が曖昧になっていた。

## 超人間ケリー
- 声優（アニメ第4作）：原康義

ドラグネット博士が機械を電子頭脳ではなく人間の脳でコントロールしようと考えた末に造り出したサイボーグ。
その正体は、かつてドラグネット博士の助手だった青年・ケリー。精神を病んだ博士に無理矢理改造されてしまったが起動に失敗、死んだと思われて弟・ジョンソンの手で墓地に葬られていたものの、落雷が墓に落ちたショックで蘇った。蘇生後、自らの変わり果てた姿を悲しみ、ドラグネット博士に復讐を誓って来日。ジョンソンと共に博士を殺害し、国外逃亡を謀る。
無用な殺生は嫌う温和な人物だが、雷や機能障害が起こると凶暴になって暴れ苦しむ。その姿を人に見られる事を極端に嫌い、全身を包帯で固め黒服にコートを羽織って帽子を目深に被っている。人間サイズながらトラックを軽々持ち上げる怪力と飛行能力を持ち、弾丸では傷もつかない。また、かつてはドラグネット博士の助手であっただけに、科学知識や機械技術にも長け、ギルバードを自由自在に操った。ジョンソンと人質を抱えて逃亡しようとしたが正太郎から「投降しなければ人質及びジョンソン諸共攻撃する」と脅迫されたため、ドラグネット博士殺害の罪を一身に被り、弟を残して鉄人に特攻し果てる。

### 派生作品での超人間ケリー
『アニメ第4作』
原作と同様、ドラグネット博士に改造された後に廃棄されたサイボーグ。飛行能力はないが、常人をはるかに上回る身体能力を持ち、鉄人を掴んで振り回すほどの怪力を見せる。博士から非道な扱いを受けていたものの復讐心は抱いておらず、弟のジョンソンに変装してドラグネット博士の下で助手を務めていた。争いのない宇宙へと旅立つ夢を抱いていたが、機能障害の影響で凶暴化してドラグネット博士と牧村博士を殺害。やむなく敷島博士に変装してロケット発射実験を強行させた。ロケットの外壁にしがみ付いて宇宙を目指したが、改造技術が不完全だったため身体が限界を迎えており大気圏突破直前に腕が爆発、失意の絶叫と共に地上へ落下した。
『鉄人28号 皇帝の紋章』
本作では、ヒロインのアリスと共にドラグネット博士の養子となっている。ナチスに故郷を焼き尽くされたことで凄まじい憎悪を抱き、自ら望んで改造を受けた。全身に数百個の送信センサーを埋め込まれており、その動きに合わせてギルバートを操る。また、全身が装甲で覆われているため多少の銃撃にはびくともしない。改造された際、養父の「お前が死ねば、次はアリスを実験台にする」という発言に激怒し、起動すると同時に義父を殺害している。その行動原理の根底には義理の妹であるアリスへの愛情があったのだが、憎しみに歪められたために正しく実を結ぶ事はなかった。ドイツと同盟国だった日本を焼き尽くそうとするが、最後はナチスの残党であるネルケに装甲の隙間を銃撃され、彼女と刺し違えた後、アリスの保護を優先したブラックオックスが彼女を遠ざけたためアリスに看取られる事なく死んでいった。

## 鉄人26号
鉄人計画26号機。戦後鉄人を作り上げた覆面の男が、乗鞍岳で製作したものと考えられる。
人間サイズでバケツをひっくり返したような円筒形のロボットで、28号製作資金の調達のためにロボット強盗として運用され、鉄人の設計者である敷島博士の邸宅にも押し入り、その父親を殺害している。操縦は音声入力で行われていることが確認できる。両眼から電撃のような怪光線を発射する能力もあり、当時の通常兵器に比べれば高性能なロボットである。なお、鉄人1号から26号までは外見が皆同じである。

### 派生作品での鉄人26号
『実写版』
顔は三角形。旧日本軍のロボット軍隊建造計画の一環として、1～25号までの失敗を教訓に、法師ヶ岳の秘密研究所で敷島博士を初めとする科学陣が設計開発するも、完成直後の耐久テストで大破した。
『超電動ロボ 鉄人28号FX』
本来の鉄人26号ではなく、新鉄人シリーズの1機として「鉄人26号ジャンボ」が登場。詳細は超電動ロボ 鉄人28号FX#新・鉄人シリーズ一覧を参照。
『アニメ第4作』
旧日本軍最後の反抗策として、敵国の本土に直接巨大砲弾で複数送り込まれて暴れる、無線操縦のロボット（大きさは鉄人サイズ）が構想された。しかし、実際には製作に至らなかったため、イメージ画像として語られるだけの存在である（第2話）。
『鉄人奪還作戦』
PX団が秘密裏に完成させた対人ロボットとして登場。原作と異なり脚部がなく、胴体下のローラーによって移動する。ワイヤー状の腕部から電撃を放つ。そのデザインから原作者曰く「ソース瓶」。

## 鉄人27号
鉄人計画27号機。人間の模倣という人型ロボットならではの設計で、顔の造型も人間を模している。
連載当初（第3回目あたりまで）は、このロボットが鉄人28号と目されていた。昭和31年6月号の予告編の扉絵及び、連載第1回（7月号別冊）の表紙も、このロボットが飾った。さらに第1回で敷島博士が戦時中、制作中の28号もこのタイプ（後の単行本では書き換えられた）。しかし、作者の横山光輝は「予告編までは、この27号が28号を演じる予定だったが、あまりにも人間的な顔付きなので変更することにした」と。そして、第1回の表紙で、このロボットの胸に27の数字を付け、このロボットは27号であり、28号ではないと示唆している。
戦車砲の効かない装甲、数十トンもある鉄人28号を軽々投げ飛ばす怪力、目くらましの発光機能など、通常兵器に比べると凄まじい性能を有し、自衛隊では歯が立たなかった。しかし、戦時中に試作されていた27号では性能が不十分だったようで、後継機の28号が開発されることになった。戦後、覆面の男の手で再び建造され28号再開発のために暗躍したが、起動直後に暴走を始めた28号を取り押さえようとして格闘を挑むも敵わず、頭から投げ飛ばされ大破する。 

### 派生作品での鉄人27号
『実写版』
26号までの失敗を教訓に、敷島博士を初めとする科学陣が設計開発。両腕・両足が異様に細い。こちらも完成直後の耐久テストで大破し、以後建造されなかった。
『アニメ第1作』
原作漫画とは全く異なる外見をしたロボットで、首の無いずんぐりした体に多関節のジャバラ状の腕と脚を持ち、腕の先端には鋏を備えている。三角岳の秘密研究所に保管されていたが、鉄人28号を狙って現れたPX団を排除するために、白覆面の男によって操られた。しかし、これに対抗してPX団に起動された28号の敵ではなく、格闘戦で圧倒された末、壁に投げつけられて倒された（第1話）。その後、海中に沈んでいた28号を奪取するために、PX団と組んだ白覆面に操られて再度登場。落雷を受けて復活した28号と戦いとなるが、やはり敵わず煙幕を吐いて海中に撤退する（第2話）。
第2話でのPX団の退場後、白覆面も鉄人27号も登場しなくなるが、2年後になって突如再登場（第94話）。PX団と関係のあったたゴールドウルフに、一人娘を盾に脅された黒沼博士が操ったと見られる27号が再度28号に襲いかかるが、やはり投げ飛ばされて湖に沈んだ。
『超電動ロボ 鉄人28号FX』
本来の鉄人27号ではなく、新鉄人シリーズの1機として「鉄人27号サキガケ」が登場。詳細は超電動ロボ 鉄人28号FX#新・鉄人シリーズ一覧を参照。
『アニメ第4作』
第1、2話に登場。敷島博士が日本に帰国してから造り上げ、起動実験を行っていた27番目の鉄人（なぜナンバリングが29号ではなく27号なのか、という理由や事情は説明されていない）。操縦は敷島重工に設置された大型操縦装置から行う。しかし、なかなか起動に成功しなかったことから、28号と同じリモコン回路の使用に踏み切ったせいで操縦電波が遥か南方にまで届き、放置されていた28号を東京に呼び寄せ暴走させてしまう。28号の出現後はこれを止めるべく、初起動から間もないうちに実戦投入される。強力なダブルチョップでダウンを奪う、纏っていた布で28号の目を覆い隠した隙に鉄骨を使って殴打するなど、懸命に攻撃を試みたがその性能差は大きく、パンチで頭部を破壊された後、空中へ連れ去られた上に抱え上げられ、腰に28号の頭を押し当てられて胴体をへし折られ爆発四散してしまった。だが、この顛末を見た敷島博士が27号の撃破を悲しむ事はなく、むしろ28号の性能と金田博士の才能を称えて狂喜する姿を見せている。
なお、敷島博士が試作した他の鉄人の試作機も敷島重工地下に隠されており、ファイア三世の装甲を引き剥がすために突撃、自爆して装甲を破壊する事に成功している。
『PS2ゲーム版』
28号ともども敷島重工で保管されていたが、X団に奪取されて正太郎の操る28号と交戦する。飛行能力はなく、耐久力・攻撃力・必殺技のバリエーションなどあらゆる点で鉄人よりも劣る。一機目が破壊されたのちX団によって「鉄人軍団」として量産されたが、28号と敷島博士が操るブラックオックスの活躍で全滅した。必殺技はアニメ第4作と同様のダブルチョップ。
『鉄人奪還作戦』
PX団が戦前の鉄人計画を元に構想した「21世紀の鉄人計画」を担いうる技術者を拉致し完成させたレプリカとして登場。オリジナルの27号は未完成のまま旧陸軍の地下施設と共に打ち捨てられている。暴れ回るレプリカの27号を正太郎は「鋼鉄の悪魔」と評した。レプリカは最終的に28号との激闘の末、破壊される。

## 鉄人28号
鉄人28号 (架空のロボット)を参照。

## ドラグネットが製作したロボット
上半身を白くしたブラックオックスのような形をしたロボット。来日に合わせ急造した割に鉄人と互角に戦える能力を持っていた。遠隔操作型で、ギルバードと同じ飛行装置を内部に組み込んでいる。胸部からは催眠ガスを発し、正太郎たちを昏倒させた。ロビーに対するドラグネット博士の技術のデモンストレーション役に一役買ったが、博士にとっては間に合わせの急造品に過ぎず、その後は登場しない。

## 偽鉄人28号
ニコポンスキーが失敗した後に日本に来たS国のスパイ団が鉄人28号を手に入れるため製作した、外見を似せただけのロボット。正太郎でも動かしてみて操縦の正確性に違和感を覚えるまで判らなかったほど細かく作られている。リモコンごと本物の28号とすり替えられ、敷島博士提案の「ぶつければ判る」というかなり乱暴な判別法により、本物の28号と全力でぶつかり合って爆発した。
なお、背中のロケットの性能だけは本物と全く同じであるはずだが、正太郎によると飛行中の旋回半径が大きすぎるという。

### 派生作品での偽鉄人28号
『アニメ第1作』
第70話でギャング連合のボス・ワルガンが鉄人の内部構造を撮影し、作り上げた複製。特殊塗料が再現できなかったため、外装が白く塗装されている事が特徴。続く第71話ではワルガンが内部構造写真を軍事独裁国家・カロリヤ国に持ち込み、偽鉄人を量産して鉄人軍を結成する。大挙して迫る鉄人軍に対して正太郎は端から一機ずつ叩き落としていく戦法で立ち向かうが、やがて鉄人が無数の偽鉄人に捕縛されて地上へ落下し戦闘不能に陥ってしまう。しかし、その隙に捕虜になっていた村雨健次が脱出し、偽鉄人の操縦機を奪取して同士討ちに追いやると同時に内部構造写真を焼却。鉄人軍は全滅し、製造工場も鉄人に破壊された事でワルガンとカロリヤ国の野望は断たれた。
『太陽の使者 鉄人28号』
盗撮して手に入れた鉄人の設計図から造られた偽物“サム”（第12、13話）と、スペースロボの訓練のために造られた、外見がそっくりの偽物（第48話）が登場する。詳細は太陽の使者 鉄人28号#敵対勢力を参照。
『超電動ロボ 鉄人28号FX』
厳密には鉄人28号FXの偽物（第12話）。詳細は超電動ロボ 鉄人28号FX#各話リスト該当話数の注釈を参照。
『PS2ゲーム版』
カロリア国に量産された四体の偽鉄人と交戦するステージ「最強！最後の鉄人軍団」が存在する。この偽鉄人は見た目こそ本物と同じだが、プレイヤーが操作する鉄人とは異なりパワーゲージの蓄積を必要とせず無制限に必殺技を使用できるため、凄まじい戦闘能力を誇る。

## バッカス
不乱拳博士が作り出した高性能ロボット。鉄人と正太郎に煮え湯を飲まされた博士が鉄人を倒す目的で製作を決意したが、成り行きで不乱拳と同行していたスリル・サスペンスが自分の子分を隠れ家に引き入れて以後、サスペンス一味が博士に突貫での製作を強要し自らの手中に収めた。博士はバッカスと人造人間モンスターに対して「息子達で兄弟」という考えを持っていた。
なお、単行本によってはこれらの下りが変更されたもの（不乱拳博士が仕掛けたトラップのため、動き始めてすぐ大爆発してしまう）が後々まで採用されていたが、文庫版や2005年刊行の完全版において、『少年』に連載された当時の構成に再編された。
バッカスは、鉄人の物語において初めて登場した「鉄人を倒すために作られた、鉄人より強力なロボット」であり、装備こそ鉄人に準拠するが、各個の能力が鉄人を上回っており、鉄人は苦戦を強いられる事になった。
口から火炎放射（熱線）を放つなど、対人兵器も内蔵しているが、基本的な能力は鉄人と同等かそれ以上で、鉄人を凌駕する強力な飛行装置を内蔵したスマートな設計がなされている。
サスペンス一味の手に落ちたバッカスは、その能力を遺憾なく発揮し、数々の犯罪に手を染めていく。だが、不乱拳博士は自らの生み出したロボットが不本意な使われ方をするのが許せなかったらしく、より強力な操縦機器を作り出し、バッカスをサスペンス一味から奪い返す。しかし、正太郎達に追いつめられ操縦機の壊れたバッカスが、酩酊したかのように狂い暴れ始め、生みの親の不乱拳博士をその手に掛けた挙句、その名の通り狂乱。鉄人と空中でぶつかり合い爆発四散した。

### 派生作品でのバッカス
『アニメ第4作』
第6 - 8話に登場する、アメリカが開発したロボット。スペンサー大佐率いる技術班によって日本で実用テストが行われ、その一環として貨物列車を脱線させた（元ネタは松川事件）。アメリカは日本に比べるとロボット開発技術に劣っており、技術力の差はバッカスにも顕著に現れている。少なくとも馬力や装甲に関しては鉄人やオックスと同等であるが、操縦電波の有効範囲が数百メートル程度しかなく、少しでも操縦器から離れると暴走するか機能停止してしまう。また操縦器も鉄人のものよりはるかに大きく、操縦施設に近い大きさで、5～6人がかりで制御する。主な武装は口に内蔵された火炎放射器で、暴走した際には東京沿岸部を火の海にした上、自らの母艦やスペンサーらまで焼き払った。最後は鉄人に遥か上空まで抱え上げられ、落下中に急降下体当たりを受けて爆発する。
なお、原作での最大の特徴であった飛行能力はない。
『PS2ゲーム版』
不乱拳博士によってブラックオックス以前に開発されていたロボット。博士を殺害して海底基地を奪取したX団に悪用された。鉄人に比べ耐久力はやや低めだが、その分機動力はやや優る。必殺技は口からの「熱線」、竜巻旋風脚に酷似した「スピンキック」、飛び上がりながらの「回転アッパー」、「急降下体当たり」の四種。後にX団の手で量産もなされたが、生産性を上げるために性能がデチューンされていた模様。
『鉄人28号 白昼の残月』
廃墟弾処理用という名目でサターン、ギルバートと共に日本へ上陸したロボット。口からの火炎放射で鉄人を背後から攻撃したが、逆に回転体当たり中のサターンをぶつけられてしまう。その後も鉄人と空中戦を繰り広げたものの、空中キックで反撃されるなど劣勢に陥り、四肢をもぎ取られた挙句、頭部を引き千切られて大破した。また、DVD版のパッケージにも鉄人に殴られ上半身が破損したバッカスが描かれている。
『鉄人28号 皇帝の紋章』
「“酒の神”号」と書いて「バッカスごう」と読む（ただし、作中ではもっぱら「バッカス」と呼ばれている）。
少女楽団を装い日本に入国したナチス残党が操るドイツ製ロボット。不乱拳博士がアメリカに亡命する以前にドイツで設計していたもので、コントラバス型操縦器によって操縦される。日本に運び込む際には、分解された部品を演奏に必要な機材と偽り、楽団の舞台裏で組み立てられた。ジェット推進機により空中を自在に飛行し、スピードを活かした戦法を仕掛ける。武器は口から放つミサイルと機銃。イギリスのサターンと対決するが、鉄人によりサターンめがけて投げ飛ばされ、諸共破壊された。
『鉄人奪還作戦』
PX団のロボットとして登場。

## ファイア二世
ビッグファイア博士が、ベラネード財団がダム建設にロボットを使用する事を知り、売り込み目的で用意したロボット。博士の自慢である知能回路の自己学習能力・鳥メカによる索敵及び支援攻撃・熱線攻撃・発熱攻撃の他に、土建機能やコンクリート再生機能などを有する、攻撃的な土建ロボットである。自己判断で動いている事から高度な自律行動が可能であり、博士同様に自尊心すら持っているような描写もある。実際に、自分の悪口を鳥メカから伝え聞いて、正太郎をつまみ上げている。
これまでのロボット達と一線を画すのは、商業目的で量産化を前提とした商品であるという点にある。売り込み目的のロボット見本市に赴き、ホワイト・バッファロー山への登山レースを強引に行い、最も早く帰還したロボットをベラネード財団査察団に買い上げるよう取り決めさせる一方で、人目及ばぬ山中で参加ロボットを次々破壊するが、帰還機が遅い事からレースを危ぶんだ参加者が正太郎に協力を求めたため、記録目的で飛来した鉄人と戦う事になる。その自律性から動きの悪い鉄人相手に終始優位だったが、激しい戦闘で脆くなった氷雪から谷底へ落下し自滅。事態を鳥メカから聞きつけた博士により、機密保持のために爆破処理された。
博士自身の名前に「二世」をつけた名が示す通り、ビッグファイア博士は自らが製作したファイア二世に深い愛情を注いでおり、二世の破滅を鉄人のせいだと思い込み、復讐を誓う。

### 派生作品でのファイア二世
『アニメ第4作』
ブラックオックスの設計図を元にビッグファイア博士が改造したロボット。外装を外した状態で工場を襲い、鉄人と戦う。この時は正太郎の無理な操縦のため、鉄人は惨敗してしまった。完成後は黒部でのロボット性能競争に参加し、他の参加ロボットを山中で全て破壊するが、その場にニコポンスキーの操縦するブラックオックスが乱入。オックスのコピーに過ぎないファイア二世では敵わず、完膚なきまでに叩き潰され、装甲を全てもぎ取られてしまった。その後、装甲が新たに付け直されてファイア三世となる。
『PS2ゲーム版』
鉄人を倒して名声を得ようとするビッグファイア博士がX団の資金援助を得て開発したロボット。飛行能力はないものの、登場ロボット中トップクラスのジャンプ力を誇る。必殺技は指先から放つ「熱光線」、肩に止まっている鳥型ロボットが光弾を発射する「バードアタック」、両者を同時に使用する「一斉攻撃」の三つ。鳥型ロボットの光弾には敵ロボットを硬直させると同時にパワーゲージを低下させる効果があり、使い方次第では相手を一方的に攻撃し続ける事が可能。
『鉄人28号 皇帝の紋章』
フランスのグラン・フランム（ビッグ・ファイアの仏語読み）教授が開発したロボット。正しくは「フランム・ドゥジェーム（ファイアII世の仏語読み）」という名で、教授は英語で呼ばれる事を嫌い、更に「息子」と呼んで愛情を注いでいる。操縦器は食卓型。人型ロボットであるが格闘能力は無く、鳥型ロボットによって相手の位置を把握し、両手指に内蔵した大砲による長距離砲撃で敵ロボットを破壊、もしくは操縦者を殺傷する事を前提に設計されている。また、不意打ちに備えて全身が軟質素材で覆われており、鉄人のパンチを受けても殆どダメージを受けなかった。
鉄人との戦闘では正太郎を砲撃して重傷を負わせたが、「鉄人のロケットを取り外して囮にし、その隙に雪中を潜行して奇襲させる」という策に騙されて取り逃してしまう。直後に現れたフランケン博士から「ファイアII世の砲撃では鉄人の装甲を抜けない」と指摘された上、電子頭脳による自立行動能力と妨害電波発生装置を持つブラックオックスには砲撃を当てる事も出来ず、頭と左腕をもがれたところに至近距離から熱線を撃ち込まれて破壊された。

## ファイア三世
ホワイト・バッファロー山での登山レースの後、ビッグファイア博士が作ったファイア二世の後継ロボット。二世同様、ベラネード財団への売り込み目的で作られた。パワーと装甲を重視している面は鉄人と似通っており、起動した際の動作も鉄人と同じ。なお、鳥型ロボットとの連動機能は無くなっている。
高度な学習能力を有した自律ロボットではあるが、きちんと教え込まないと誤った判断で行動する危険も孕んでいる。当初はフレームや内部の機械が露出した未完成状態でライバル会社の工場を襲撃、爆弾を仕掛けて破壊するというテロ活動に使用されていたが、知能回路をリセットしなかったために自社工場を破壊しかけるという事態を引き起こし、ベラネード財団に売り込む際には知能回路がリセットされ外装が増設された。この外装は防御力を向上させる以上に捜査陣へのカモフラージュとして機能したため、正太郎達は自己顕示欲が強いビッグファイアの性格を利用し、鉄人とファイア三世の決闘を提案することで装甲を引き剥がす機会を作ろうとした。
鉄人の能力を研究した博士が二世の機能をさらにパワーアップしたため、自律行動するロボットながらもあらゆる面で鉄人を圧倒した。靴底に隠せる超小型リモコンに鉄人以上のパワーとスピード、煙幕や催眠ガス、熱線などの武器、高性能な知能回路の学習機能とほぼ全ての面で鉄人以上であったが、ファイア三世に足りなかったのは飛行能力と正しい操縦者であり、正太郎に空中戦に持ち込まれると、翻弄されて致命打を与える事はできなかった。
最後は装甲を剥がされた頭部に鉄骨を突き刺されて爆発。その結果を見たビッグファイア博士は「鉄人か……や、やつは怪物だ」と述懐している。

### 派生作品でのファイア三世
『アニメ第4作』
外装を剥がされたファイア二世に急遽新しい外装を取り付けたロボット。ビッグファイア博士に乗っ取られた敷島重工から出撃し、量産型ブラックオックス軍団が拘束した鉄人の装甲を破壊して体内の太陽爆弾を剥き出しにした。その後、警察の取り調べで外装を取る事を要求され、敷島が出撃させた試作型鉄人軍団の自爆で外装を破壊されてしまうが、すでに内装の形状を変更していたため追及を免れる。
最終話ではPX団チーフに操られて金田少年探偵事務所を襲撃、エネルギー切れに陥った元祖ブラックオックスの頭部を握り潰して勝利する。更に鉄人をも破壊しようとしたが、その直前に村雨健次が操縦機の奪還に成功し、村雨の操る鉄人によって腕を握り潰された末、鉄骨を頭部に突き刺されて爆発した。
『PS2ゲーム版』
鉄人との最終決戦のためにビッグファイア博士が用意した最後のロボット。パワーと耐久力に優れ、接近戦用必殺技の「メガトンパンチ」のほか、腕からは「破壊光弾」、頭頂部からは「熱光線」、更に鉄人すらも空中へと吹き飛ばすほどの大爆発を発生させる「究極破壊光弾」で武装している。
『鉄人28号 皇帝の紋章』
グラン・フランム教授がリベンジのために開発したロボット。作中での名称は「"炎"III世」。鉄人とブラックオックスのコンビによって一蹴された。

## VL2号
スノー国から送り込まれたロボット兵器。頭に角を生やした鬼のようなデザインで、簡易な分解組み立てが可能な設計になっており、パーツ群をロケット砲弾で輸送、現地で組み立てて運用できるのが利点。飛行の際は脇の下からロケットを噴射する。質実剛健で、鉄人以上の頑丈さ・スピード・操縦性・自律性を誇る。また、掌から高圧電流を流し込んで掴んだ物体を破壊する能力を持つ。空中では鉄人をジャイアントスイングの要領で振り回し、腕を破壊する技も見せた。
潜入先での活動を前提とした設計であり、隠密行動を目的とする秘密兵器の類に分類される。ただし、操縦電波の有効範囲は操縦器から半径10キロと制限があり、それが仇となってスノー国の諜報員達の行動範囲を把握されてしまい、追い詰められてしまう。また、完成直前に組み立て現場に紛れ込んだ大塚署長によって部品を抜かれており、奪取する予定だった金庫と破壊された鉄人の腕を誤認するなどの不具合を起こしていた。
鉄人との再戦ではジャイアントスイングを敷島博士の提案した力の受け流し戦法によって無力化され、地上での格闘戦でも圧倒されてしまう。最後は前述の不具合のためか鉄人の攻撃でダメージが蓄積したせいかは不明だが、突如操縦を受け付けなくなって暴走を始め、諜報員達を指先からの熱線で攻撃した挙句、空中へ飛び上がって自爆してしまった。

### 派生作品でのVL2号
『アニメ第4作』
某国が梅小路綾子に供与した、人工知能ロビーによって京都全域の送電網を通して遠隔操作される高性能ロボット。鉄人と互角のパワーと人工知能により自ら考えて行動できるがゆえのスピードが脅威で、誰かが操縦しないと動けない鉄人では勝負にならず、敷島博士にも「鉄人に勝ち目は無い」と言わしめた。ただ、ロビーさえ破壊すれば行動を封じる事が可能だったため、敷島博士は鉄人の操縦器を改造し電波によって送電網にサージ電流を逆流させる事でロビーを破壊。その後、VL2号=ロビーは「お母さん」とつぶやきながら「母」である綾子の「胸へ飛び込み」、彼女を圧死させると同時に機能を停止した。
『鉄人28号 白昼の残月』
廃墟弾確保及び日本占領のため、バッカス、サターン、ギルバートと共に送り込まれた。高見沢が箱ごと投げつけた大量のダイナマイトの爆発にも傷一つつかない強固な装甲を誇る。操縦機を失った正太郎を狙って海から奇襲をかけたが、ショウタロウが操る鉄人28号に頭部を握り潰されて爆発した。

## ブラックオックス
ブラックオックスを参照。

## モンスター
ゴロギル博士が製作したロボット。樽型の形状でとんがり頭にニヤリとした歯を見せる、大変インパクトのあるデザインが特徴。何の目的で製作されたかは不明ながら、温和なゴロギル博士からは想像できないほど凶悪な能力を秘めたロボットである。本体と同型の小型モンスターを腹部に搭載するほか、飛行能力、胴体に内蔵した光線銃、頭部からの火炎放射、水中潜行能力、地中潜行能力など多彩な機能を持ち、体格も鉄人より2倍大きい。パワーも鉄人がロケットを最大出力にしてようやく地中から引っ張り出せるほど強い。また、小型モンスターは手足を持たないものの高速で飛行し、敵を追尾して砲弾の如く体当たりを仕掛ける。
過激なテロ組織「十字結社」により強奪され、犯罪に用いられる。そのためゴロギル博士は正太郎個人に「モンスターを破壊してほしい」と依頼しに来たが、追って来た十字結社に殺害されてしまう。
地上での格闘戦では鉄人に押され気味だったが、小型ロボで正太郎を直接攻撃したり、水中や地中から奇襲を仕掛けたり、地割れを起こして鉄人を地中に封じ込めるなど、トリッキーな戦術で善戦する。しかし、飛行能力が鉄人より劣る事を正太郎に看破され、空中戦の末に腹部の装甲を損傷。そこに鉄人の体当たりを受けて爆散した。

### 派生作品でのモンスター
『アニメ第4作』
本編のストーリーとは無関係に、第1話の冒頭で鉄人と正太郎の活躍を描くためだけに登場したロボット。鉄人に殴り倒されて一撃で行動不能に陥った。OP映像にも登場しており、鉄人の手刀で両断される姿が描かれている。
『PS2ゲーム版』
十字結社に操られるロボットとして登場。飛行能力を持つが、その速度は鉄人よりも遅い。必殺技は口からの「火炎放射」と「小型モンスター射出」、空中から急降下する「ヘッドダイブ」。小型モンスターは原作とは異なり手足を持ち、飛行せず歩いて敵操縦者に近づいたのち自爆する。
『鉄人28号 皇帝の紋章』
「“怪物”号」と書いて「モンスターごう」と読む。
十字結社の操るイタリア製ロボット。トラックの荷台の幌の内に設置された操縦器で操作される。兵器の一種と割り切って量産性と火力を重視した機体で、体内に満載した大量の砲弾を頭部外周より斉射する能力を有するほか、頭部も巨大ミサイルとなっている。3体が登場し、3号機は鉄人、残りはブラックオックスに倒された。
『鉄人28号 白昼の残月』
廃墟弾の処理のため、ベラネード財団によって送り込まれたロボットとして登場。鉄人を小型モンスター（ゲーム版と同様に歩行による移動能力を持つほか、鉄人の全身を覆い隠すほど大量に搭載されている）で封じ込め、廃墟弾を強引に奪い取る。その後、廃墟弾を抱えて飛び立つが、時限信管の作動した廃墟弾の爆発により空中で大破。皮肉な事に、小型モンスターに身体を覆い隠されていた鉄人は廃墟弾によるダメージを受けずに済んでいる。口からは火炎ではなく、熱線を放射していた。
『鉄人奪還作戦』
開発者は原作に準拠しているが、PX団が強奪し戦力としているという設定。オリジナルは「M-21」と呼ばれている。また、鉱山作業用仕様として「M-01」が登場、こちらは飛行能力がないが、頭部が岩盤粉砕用の超振動カッターとなっており、鉄人の装甲を難なく破壊できる攻撃力を有している。

## ロビー
- 声優：大野満男[注釈 10]（アニメ第1作）、西川幾雄（太陽の使者）、くまいもとこ（アニメ第4作）、知桐京子（ガオ！）

牧村博士が完成させた、自我を持つ電子頭脳を搭載したロボット。原作に登場するロボットの中で、唯一、自分でものを考える能力を持つ。
黒い栗のような頭部に卵形の胴体、細い両腕と同じく細い三本の足という、ヒト型からは外れるデザイン。原作ではカタカナ表記で、独特の訛りのある特徴的な喋り方をし、自分のことを「ボク」と呼ぶ。戦闘用のロボットではないため武器は持たず、直接戦闘能力も警官数名に勝てる程度。
前述の通り自ら物事を考える能力を持つが、物語の登場時点では5～6歳児程度の知能しかなく、学習を積み重ねていく事でいずれは人間を超える知能を持つとされていた。しかし牧村博士の助手・助川がまだ善悪の判断が出来ないロビーに悪事と享楽を教えたため、ロボット強盗として巷を騒がせる事になり、事態を察した牧村博士が正太郎に通報し追い詰められる。
助川はロビーを裏切り爆破しようとするが、その事に気づいたロビーに殺される。ロビーはこの時に破壊されたと判断され、博士は電子頭脳の研究を封印した（秋田書店版では壊れた事になっており、この後のエピソードがカットされている）。
それから一年余り後、実は生きていたロビーは、すでに自分の手でロボットを設計・製造するほどの知能を得ていた。それだけならともかく、高度に進んだ知能のためか、あるいは信頼していた助川に裏切られたためか、人間そのものを見下すようになっていた。ロボットによるロボットのための王国を創る事を画策し、秘密裏に多数のロボット軍団を設計・量産、人間に宣戦布告する。人間を上回る知能と行動力で正太郎達を追い詰めていき、一度は鉄人を完全に破壊、奪取にも成功するが、ブラックオックスが投入された事で戦況は逆転。鉄人も奪回されてしまう。
そこでロビーは、強力なタッグを組んだ鉄人とオックスに目を付ける。なぜならロビー自身には、未だ人間の天才が造ったロボットを超えるロボットは造れない。そこで、鉄人とオックスを奪って内部構造を調べ、複製・量産して自らのロボット軍団に加えようと考えた。
正太郎との駆け引きに苦慮している時に現れたのが、ロビーの電子頭脳に惹かれて日本にやって来たドラグネット博士だった。博士との知恵比べのようなロボット戦の末、その才能を評価し、「鉄人やオックスより強力なロボットを提供する事と引き替えに、ロビー自身の電子頭脳を研究させる」という取引に応じる。一方で正太郎の存在に危機感をつのらせたロビーは、暗殺ロボットを送り込んで正太郎抹殺を企てた。しかし帰還する暗殺ロボットを逆に追跡されて隠れ家が発覚。最後は突入した鉄人に一撃で破壊された。
損得の感情があるかと思えば合理性を求めたり、怒りや悔しさといった感情のムラを見せたりと、人間臭さも持ち合わせるロボットであった。

### 派生作品でのロビー
『太陽の使者 鉄人28号』
本作後半の敵・宇宙魔王に仕える参謀ロボットとして登場。テレポート（瞬間移動）の能力を持つ。原作とは異なり脚は二本で、精神年齢も高い。母星を魔王に滅ぼされており、表面上は忠誠を誓っていたが内心では復讐の機会をうかがっていた。正太郎たちが決戦のために魔王の下へ乗り込んできたのを好機と見て、魔王の息子グーラを罠にはめたり正太郎達に情報を流したりして、魔王を破滅に導く。復讐を果たした後は単身で宇宙のいずこかへと去って行った。
『アニメ第4作』
第15 - 16話に登場する。不乱拳博士とその弟子達によって開発された人工知能、およびそれに遠隔操作される小型ロボット。現在は弟子の一人だった梅小路綾子の子供として育てられている。綾子の周囲の人間を殺して回るが、それは暴走ではなく、母と慕う綾子を守るためであった。最後には鉄人に捕らえられ握り潰されるが、ロビーの本体は寺の石仏群の中に隠されて無傷だったため、某国によって供与されたVL2号を新しい体とし、「母を奪いに来た敷島博士の手先」鉄人と戦う。
『PS2ゲーム版』
世界初の人工知性搭載ロボットとして完成するが、機械と人類の共存は不可能という結論に達し、牧村博士を殺害して逃亡する。無数のロボット軍団を指揮して三度に渡り日本を襲うが、警察と正太郎の包囲網により追い詰められ、破壊された。ロビー自身に戦闘能力は無く、鉄人だけでなく正太郎のパンチでも破壊可能。
『鉄人28号 皇帝の紋章』
本作のラストボスを務める。暗号機「エニグマ」の研究から偶然に生まれた人工知能で、アニメ第4作と同様、ロボット体は会話用の端末に過ぎず、本体は潜水艦の中に内蔵された巨大な演算装置群である。
「来るべきロボット戦争に勝利せよ」という命題を与えられ、皇帝の紋章を争奪する各国のロボット群を密かに観察していたが、核兵器の登場によりロボット兵器は存在価値をなくすという結論に達し、核弾頭を搭載したロボット「シュメルツ・オーフェン（溶鉱炉）」で全世界を焼き尽くす事により唯一の勝者になろうとする。最終的に鉄人の攻撃で潜水艦内の本体を破壊され、シュメルツ・オーフェンも鉄人の自己犠牲で破壊された事によりロビーの計画は潰えた。